# Anderson-Rötelmaus
Die Anderson-Rötelmaus (Myodes andersoni) ist ein in Japan endemisches Nagetier in der Gattung der Rötelmäuse. Sie wurde längere Zeit mit der Japanischen Rötelmaus (Myodes smithii) in die Gattung Phaulomys eingeordnet. Taxonomische Studien zu Beginn der 2000er Jahre sahen keine ausreichenden Abweichungen zu anderen Rötelmäusen, um diese Gattung zu erhalten. Die IUCN listet beide Arten und vier weitere in der Gattung Craseomys. Der Artzusatz im wissenschaftlichen Namen ehrt den US-amerikanischen Zoologen Malcolm Playfair Anderson.

## Merkmale
Mit einer Kopf-Rumpf-Länge von 79 bis 132 mm, einer Schwanzlänge von 40 bis 79 mm und einem Gewicht von 11 bis 60 g ist dieses Tier in der Statur recht variabel. Die Fellfärbung ähnelt der Graurötelmaus mit einer rotbraunen bis hellbraunen Oberseite und einer graubraunen Unterseite mit gelblichen Tönen. Jungtiere haben allgemein graueres Fell. Bei Weibchen sind zwei Zitzen auf der Brust und zwei im Leistenbereich vorhanden. Den molaren Zähnen fehlen Wurzeln.

## Verbreitung und Lebensweise
Die Anderson-Rötelmaus hat mehrere disjunkte Populationen auf der Insel Honshū in Japan. Sie bewohnt das Flach-, Hügel- und Bergland. Diese Rötelmaus bevorzugt steinige Regionen, oft in der Nähe von Wasserläufen. Sie versteckt sich oft in Steinhaufen oder -mauern an Wegrändern.
Zur Nahrung zählen unter anderem Rinde von jungen Bäumen und Sträuchern sowie andere Gewächse. Dieses Tier ist nachtaktiv. Nach 20 bis 21 Tagen Trächtigkeit enthält ein Wurf 2 bis 6 Nachkommen. Exemplare in Gefangenschaft lebten drei Jahre oder etwas länger.

## Gefährdung
Aufgrund fehlender Bedrohungen und einer stabilen Gesamtpopulation wird die Art von der IUCN als nicht gefährdet (least concern) gelistet. Lebendfänge sind recht selten.